# Frédéric Cuvier
Frédéric Cuvier (ur. 28 czerwca 1773 w Montbéliard, zm. 24 lipca 1838 w Strasburgu) – francuski zoolog i paleontolog. 

## Życiorys
Młodszy brat przyrodnika Georges’a Cuviera.
Od 1804 do 1838 roku kierował Muzeum Historii Naturalnej w Paryżu. W 1826 roku został członkiem Francuskiej Akademii Nauk, a 1835 roku zagranicznym członkiem brytyjskiego Royal Society.